# 阿居特
阿居特（法語：Aguts）是法国南部-比利牛斯大区 塔恩省的一个市镇，属于卡斯特尔区 屈图尔扎县。该市镇2009年时的人口 为223人。

## 人口
阿居特人口变化图示
| 数据来源：INSEE |